# Nicole Janse van Rensburg
Nicole Janse van Rensburg (* 2001) ist eine südafrikanische Leichtathletin, die sich auf den Stabhochsprung spezialisiert hat.

## Sportliche Laufbahn
Erste Erfahrungen bei internationalen Wettkämpfen sammelte Nicole Janse van Rensburg im Jahr 2018, als sie bei den Afrikanischen Jugendspielen in Algier mit übersprungenen 3,20 m die Bronzemedaille gewann. 2020 begann sie ein Studium an der Florida International University 2022 gewann sie bei den Afrikameisterschaften in Port Louis mit 3,70 m die Bronzemedaille hinter ihrer Landsfrau Mirè Reinstorf und Dorra Mahfoudhi aus Tunesien.

## Persönliche Bestleistungen
- Stabhochsprung: 3,98 m, 15. Mai 2022 in San Antonio
  - Stabhochsprung (Halle): 3,96 m, 19. Februar 2022 in Birmingham